# Λ
Lambda (Λ ou λ; em grego:  λάμδα, transl.: lámbda) é a décima primeira letra do alfabeto grego. - no sistema numérico grego vale 30. No modo matemático do LaTeX, é representada por: {\displaystyle \Lambda } e {\displaystyle \lambda }. Durante a transliteração para o alfabeto latino, ela é substituída pela letra L.
- No estudo de ondas, lambda representa o comprimento de onda.[2]
- Em álgebra linear, lambda representa os autovalores de uma matriz, ou seja: um escalar que satisfaz {\displaystyle Ax=\lambda x}, para algum x, denominado autovetor. Λ representa uma matriz diagonal onde as entradas são os autovalores da matriz A, com decomposição espectral {\displaystyle A=X\Lambda X^{-1}}.
- Em física nuclear, lambda representa "meia-vida".
- Em imunologia, representa uma das cadeias leves das imunoglobulinas.
- Em ciência da computação, cálculo lambda (λ-calculus) é um modelo matemático para definição de funções.
- Em probabilidade, λ representa o parâmetro de uma distribuição de Poisson.
- Em química, λ representa a emissão de radiação luminosa durante uma transformação química.
- Em matemática, λ representa uma equação reduzida de uma circunferência.
- Na comunidade LGBT, lambda em minúsculo (λ) é associada à libertação gay.[3]